# Bulandshahr (distrikt)
Bulandshahr (hindi: बुलन्दशहर ज़िला, urdu: بلند شہر ضلع) er et distrikt i den indiske delstat Uttar Pradesh. Distriktets hovedstad er Bulandshahr.

## Demografi
Ved folketællingen i 2011 var der 3,498,507 indbyggere i distriktet, mod 2,913,122 i 2001. Den urbane befolkning udgør 24,80 % af befolkningen.
Børn i alderen 0 til 6 år udgjorde 15,37 % i 2011 mod 18,62 % i 2001. Antallet af piger i den alder per tusinde drenge er 867 i 2011.